# Hoofd, schouders, knie en teen

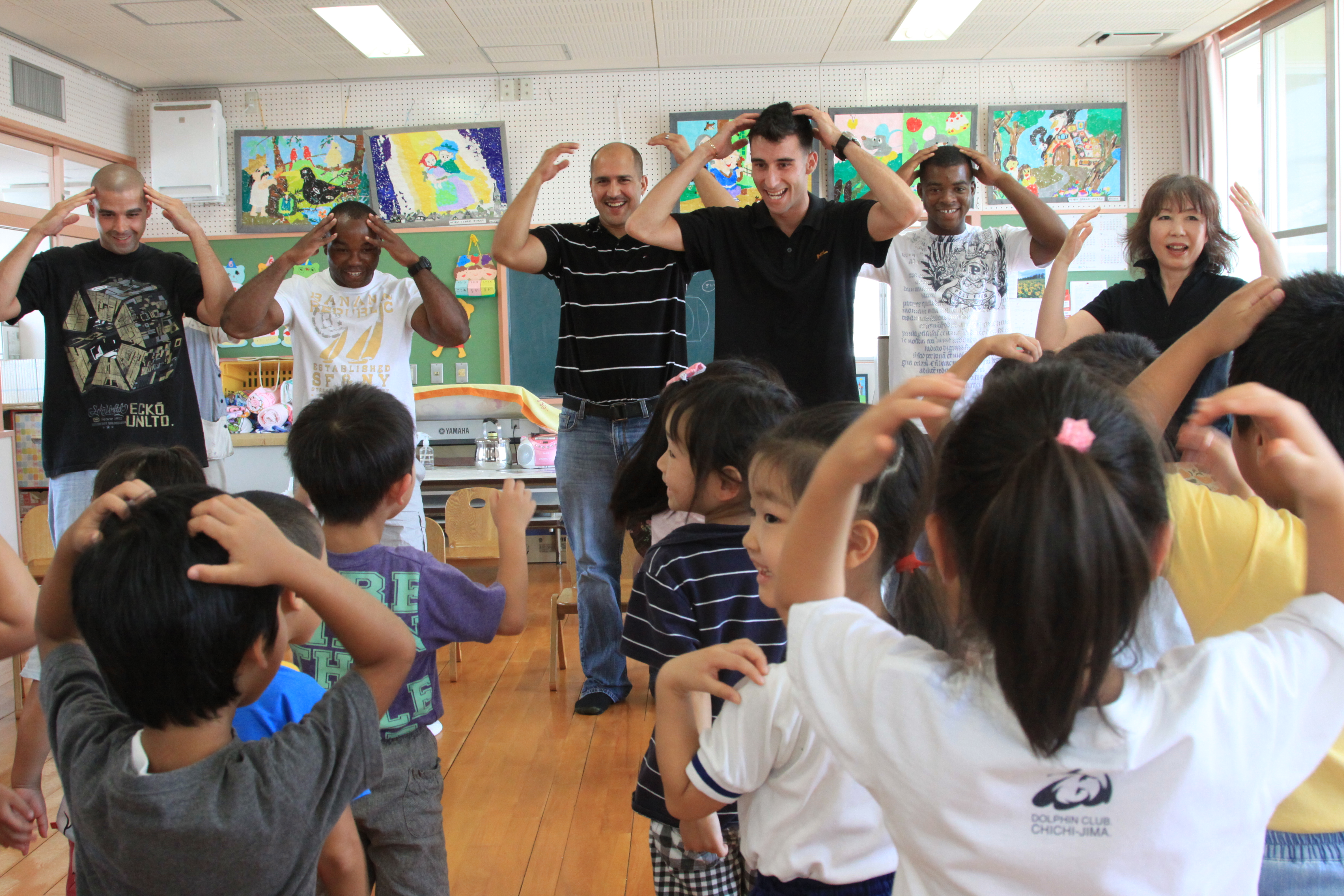
Hoofd, schouders, knie en teen in het Japanse Iwakuni, bij een bezoek van het United States Marine Corps

Hoofd, schouders, knie en teen is een Nederlands kinderliedje met  Engelse wortels, waarbij de lichaamsdelen tijdens het zingen aangeraakt worden. Het is daardoor ook een spel, dat educatief ingezet wordt. 

## Tekst
Het eerste couplet:
Hoofd, schouders, knie en teen, knie en teen
Hoofd, schouders, knie en teen, knie en teen
Hoofd, schouders, knie en teen, knie en teen
Oren, ogen, puntje van je neus
Hoofd, schouders, knie en teen, knie en teen ["klaar".]
In volgende coupletten worden delen weggelaten.

## Uitvoering
Bij het zingen worden de lichaamsdelen aangeraakt en bij puntje van de neus draait iedereen een rondje. Na elk couplet wordt een woord vervangen door alleen "mmm" (of helemaal niets) te zingen, het omgekeerde van een stapellied. Dit gaat door totdat alle woorden behalve puntje van je vervangen zijn, waardoor het een soort pantomime wordt. 
Voor jonge kinderen is het niet zo eenvoudig om tegelijk te zingen en bewegingen uit te voeren; zoals meer kinderliedjes wordt het ook educatief gebruikt, onder andere om lichaamsbesef en motoriek te stimuleren en de namen van de lichaamsdelen te leren.

### Varianten
- Het vervangen van een woord kan bij hoofd beginnen of bij teen.
- In plaats van Oren, ogen, puntje van je neus wordt ook wel Oren, ogen, neus en mond gezongen.

## Geschiedenis en versies
De melodie is gebaseerd op There Is a Tavern in the Town, een studentenlied uit 1883. In het Engels werd de tekst Head, shoulders, knees and toes in 1912 gegeven op de wijs van Here We Go Round the Mulberry Bush. Bij de Nederlandse Liederenbank is het liedje in 1988 vastgelegd, maar een verpleegster voor spastische kinderen gebruikte het al in 1965. Het wordt ook in andere talen gezongen, bijvoorbeeld in het Duits en Frans als Kopf [und] Schultern, Knie und Fuß en Tête, épaules, genoux et pieds. Afhankelijk van de taal kan een andere melodie nodig zijn, zo heeft een Japanse versie meer lettergrepen.